# オスロ国立美術館
オスロ国立美術館（オスロこくりつびじゅつかん、正式名称は国立美術、建築、デザイン展示館 ノルウェー語: Nasjonalmuseet for kunst, arkitektur og design）はノルウェーの首都オスロにある美術館である。美術品、建築、デザインの作品を収蔵する。オスロ大学の裏手に位置する。
2003年4月28日の開館当時、絵画作品のある国立美術館と国立近代美術館、建築関係を扱う国立美術館建築部門、装飾芸術やデザイン関連の国立装飾美術・デザイン美術館に分かれていた。収蔵品の総点数は40万件を超え、その中にはムンクの叫び（1893年）（エドヴァルド・ムンク「叫び」）第1作を含む。
国立の学術専門施設であり、運営管理はノルウェー文化庁（英語）の管轄
。
2003年設立の当国立博物館は複数の展示施設を統合しており、旧来の区分は建築博物館、産業芸術館、現代美術館、装飾芸術デザイン館（英語）であった。2022年には新しい本館をオスロ市中心部のヴェストバネハレンに開き、従来、分散していた収蔵品を集約した。
当館の館長はデンマーク出身のカリン・ヒンズボ（2017年6月-2023年）の後任にインフリット・ロインズダル（Ingrid Røynesdalが2023年10月1日付で就任、理事長はマリア・ハンセン。

## 沿革
1836年にノルウェー国会によって創設。

### ヴェストバーネンの新建屋
2003年に構想された新建屋は基本的に総合施設を構想した。ノルウェー初の公立美術館の管理者は建物が狭い点、他の美術館の建物も必要である点をすでに開館からわずか10年目に指摘していた。国立の博物館相当施設を見回すと、面積を広げ施設も充実させる必要性は産業美術館も建築博物館も、現代美術館も例外はなく、いずれも展示収蔵空間に苦労していた。
その指摘をさかのぼると、トゥリンロッカに博物館施設を開こうと1972年と1995年に建築コンペを開き、実際に応札しながら前進しないまま改築と増床の計画は立ち枯れている。
ノルウェー政府は2008年春、国立美術館の新建屋建築予定地をオスロ都心の アーケル・ブリッゲ 地区（ノルウェー語）ヴェストバーネンのオスロ西駅跡地に決め、当初の開館予定は2020年とした。 建築設計事務所の選定にコンペ制を採用、「Forum Artis」を出品したドイツの Kleihues + Schuwerk が2010年11月に落札した。  
建築前調査は2012年の春に完了して成果は政府文化部門に納品され、政府は建築プロジェクト予算約53億ノルウェー・クローネを議会に諮った（2013年3月22日）。同年6月6日、建設費の上限は5兆3270億クローネと決まったとストーティング（Stortinget）は公表し、総面積1.3万 m2、北欧諸国最大の博物館施設に向けて計画が始動する。
国立博物館と州庁舎は情報交換の場を設け、建築予定地にちなみ〈中間駅〉（Mellomstasjonen）と命名した。市民はこの施設を訪れて建築模型を見たり図面や書類で細部を閲覧した。また市民と州庁舎、建築会社の朝食会議を開いて進捗を確かめたり、展示作品の作家との懇談会その他の企画が実現した。新しい複合施設の建物は、まるで監獄のようだとデザイン専門家から批判され、〈国立監獄〉と揶揄された。
従来の現代美術館は2017年9月3日に公開最終日を迎えた。収蔵品の大部分は新築する国立美術館に移転し、ノルウェー国内で最大かつ最も重要な収蔵品群を築くことになると、初めてデザインや工芸、古典美術と連携した展示が企画される。移転作業の期間に、従来の国立美術館は2019年1月13日から一時閉館し、建物は新しい建物への移転準備の期間、保管場所として使われた。
国立美術館は都心のヴェストバーネンに新しい建物を築くと、2022年6月に開館した。
展示品は保存状態を評価して修復が必要なものは手配し、写真を撮影したものから梱包して保管庫に移すと、新しい建屋への移送まで待機した。実に大規模な作業であり、新しい国立美術館の開館準備の大部分を占めた。

## コレクション
1800年代から1900年代のノルウェーの画家の作品が充実している。特にエドヴァルド・ムンクのコレクションが有名で、5枚ある『叫び』のうちの1枚が所蔵されている。また、ゴッホ、クロード・モネ、モディリアーニ、ドガ、ルノワール、パブロ・ピカソ、オーギュスト・ロダンなどの近世ヨーロッパの作品も所蔵している。

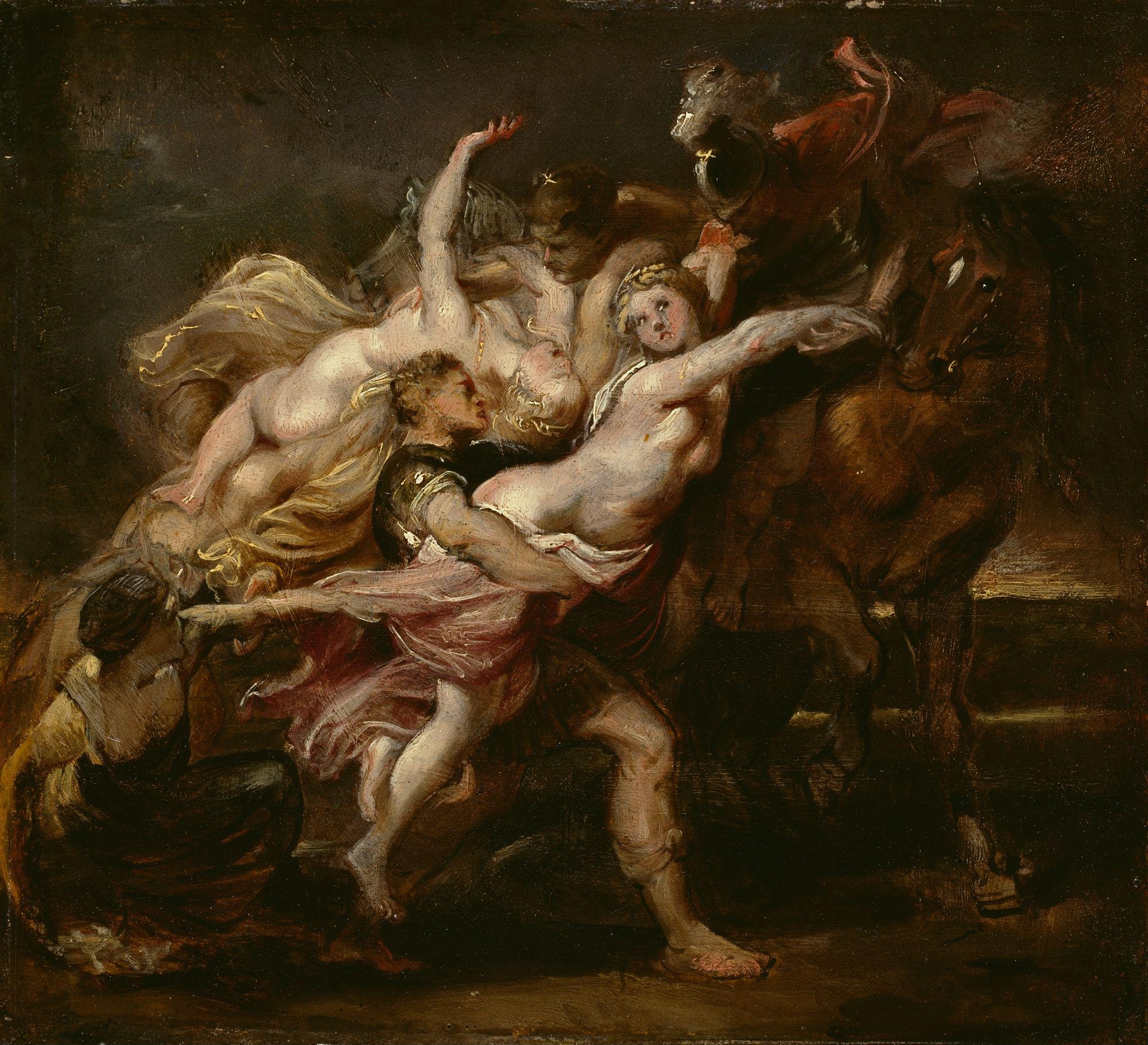
ピーテル・パウル・ルーベンス 『レウキッポスの娘たちの略奪』（1610年–1611年）
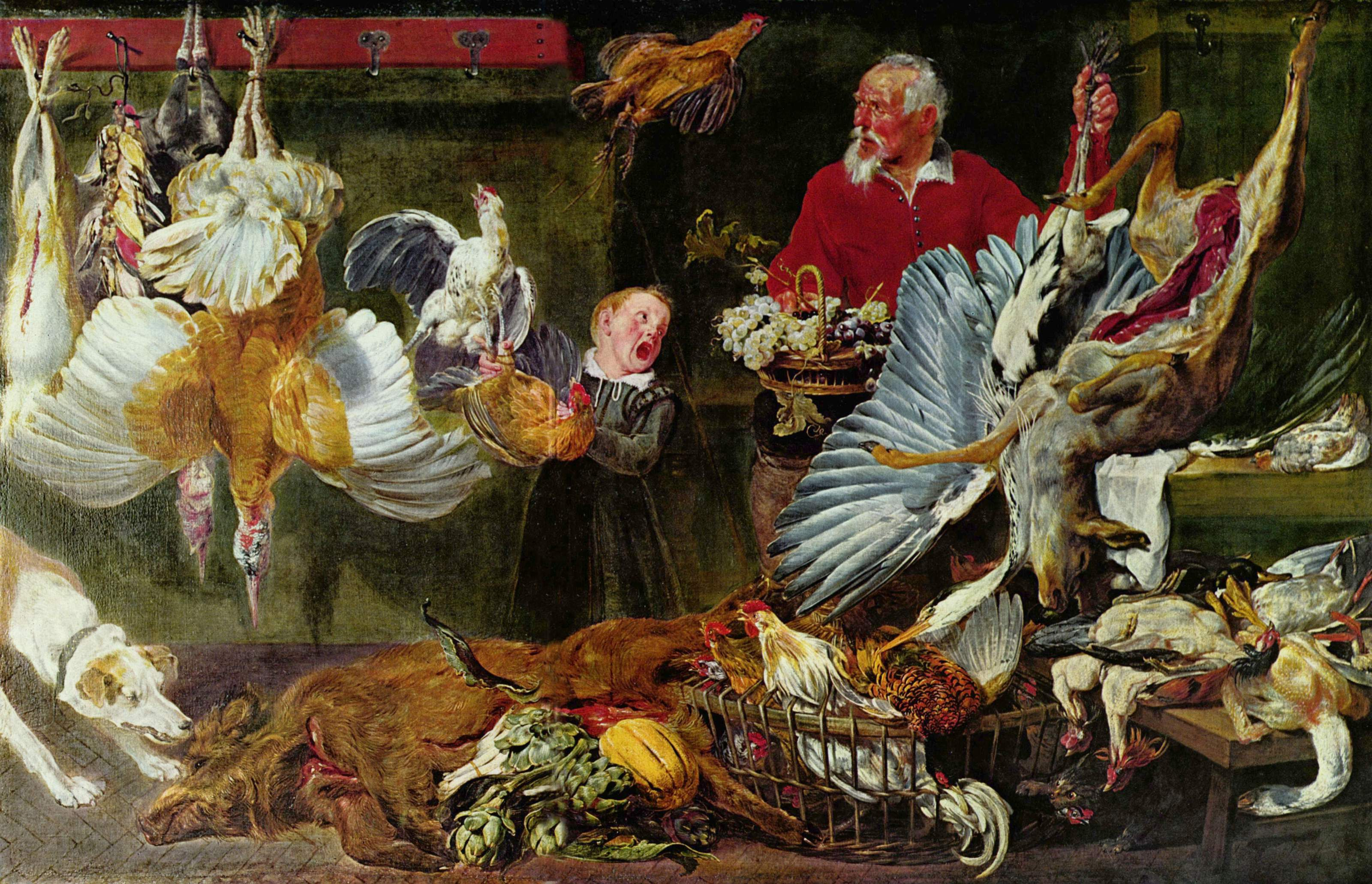
フランス・スナイデルス 狩猟の獲物を売る店（1625年–1630年）
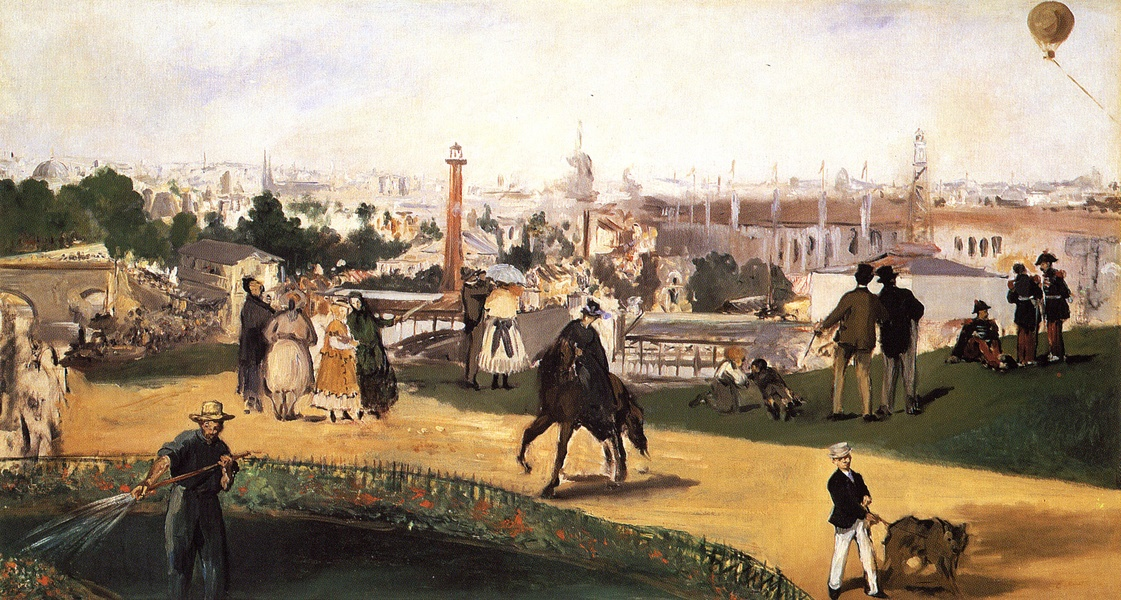
エドゥアール・マネ 1867年のパリ万博の風景（1867年）
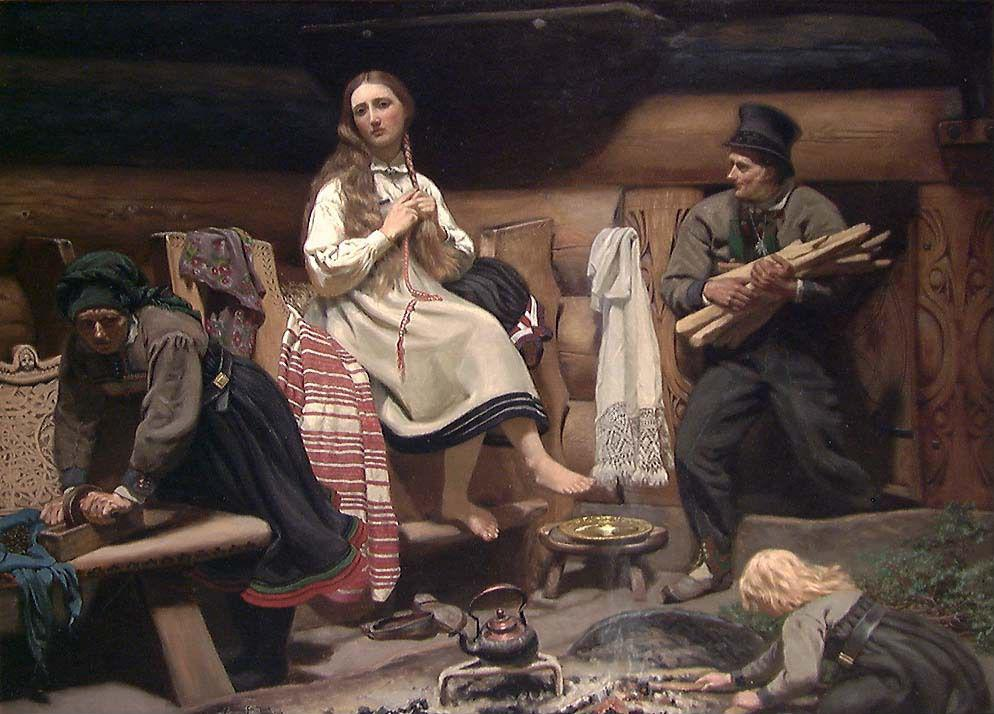
オラフ・イサクセン 老人のいる農家の室内（1869年）
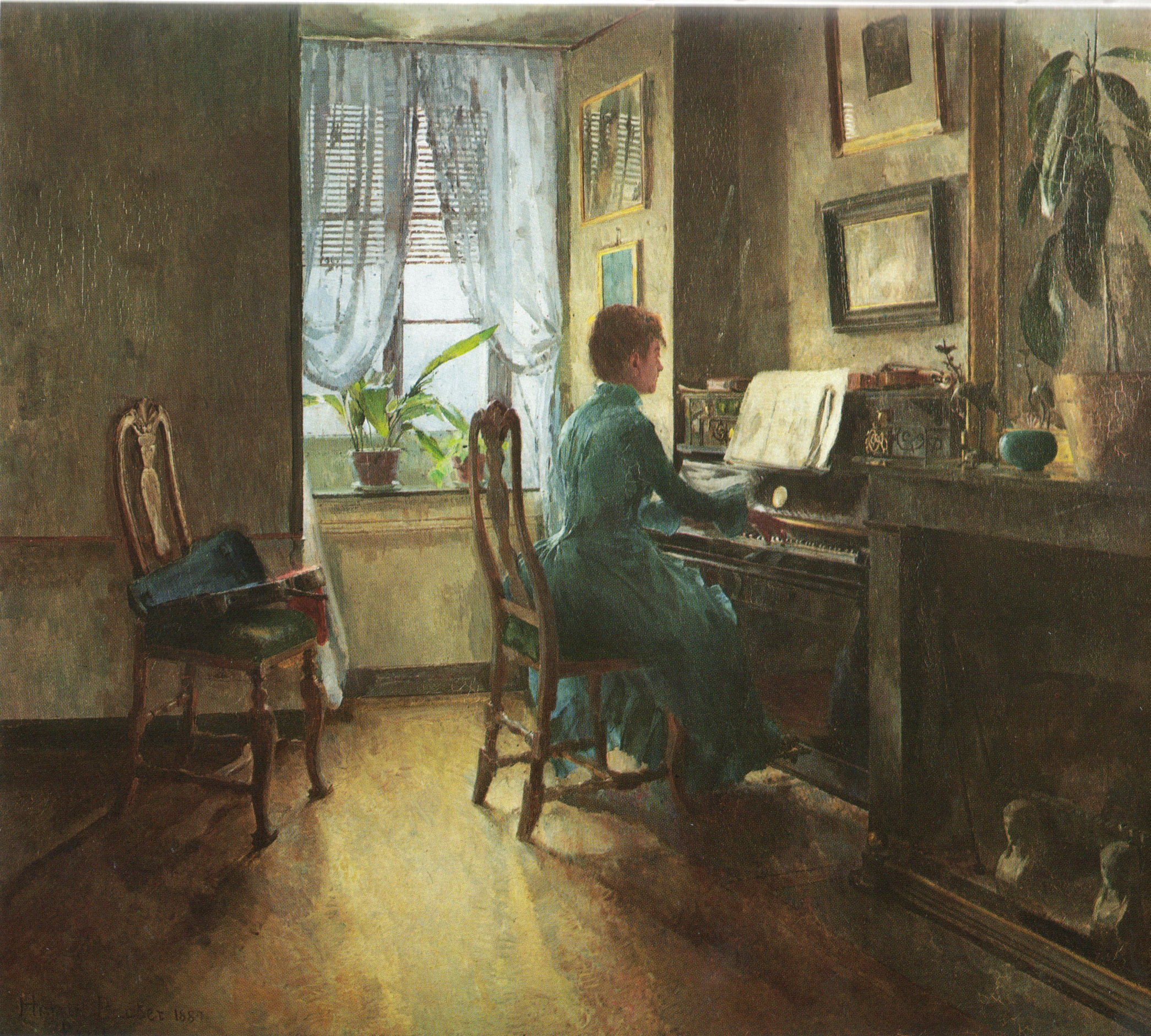
ハリエット・バッケル 我が家（1887年）
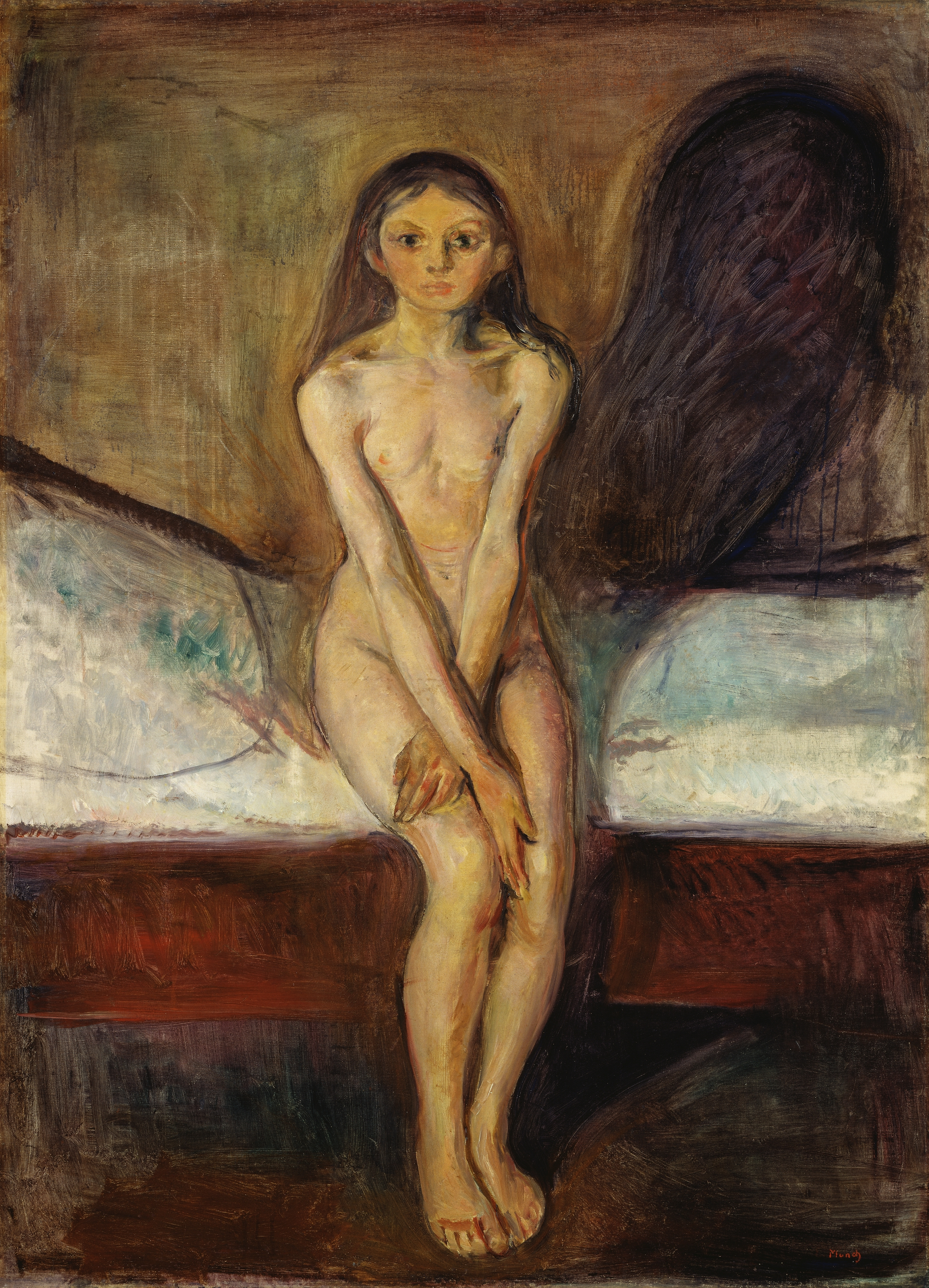
エドヴァルド・ムンク 思春期 (1894)
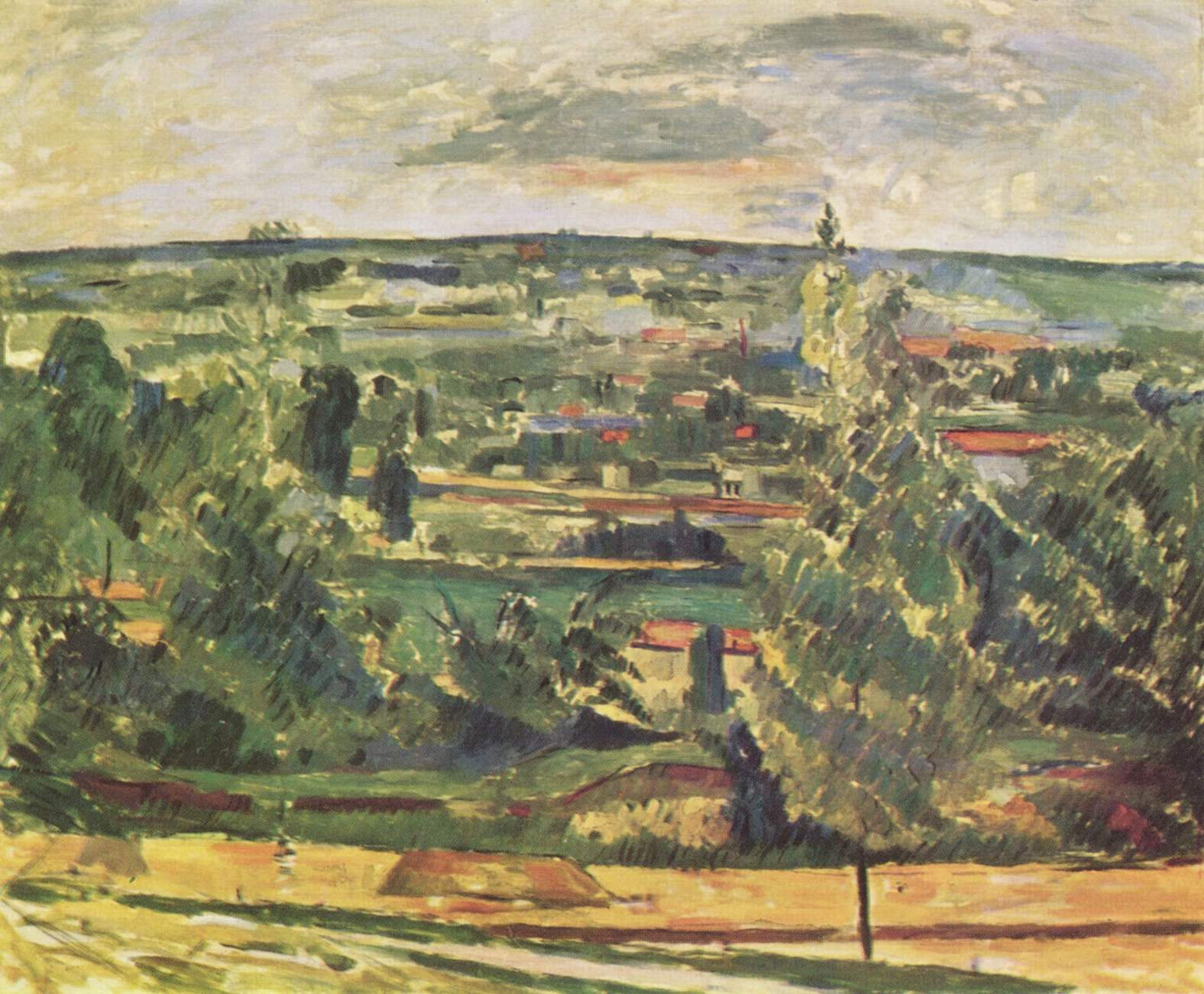
ポール・セザンヌ Jas-de-Bouffan近くの風景（1894年）

## 歴代の館長
- スネ・ノルドグレン（2003年–2006年）
- アン・シェルバーグ（代理、2006年–2007年）[10]
- アリス・ヘレランド（2007年–2008年）[11]
- インガー・ペッターセン（英語版）（代理、2008年–2009年）[12]
- オーダン・エクコフ（2009年–2017年）[13]
- カリン・ヒンズボ（英語版）（2017年–2023年）[12] テート・モダン館長に転身
- インフリット・ロインズダル（2023年–2023年12月現在）